# فيلي آدامز
فيلي آدامز (بالإنجليزية: Willie Adams)‏ هو سياسي كندي، ولد في 22 يونيو 1934 في كوجواك في كندا. حزبياً، نشط في الحزب الليبرالي الكندي. وقد انتخب عضو مجلس الشيوخ الكندي.